# Protestantismus in Ägypten
Der Protestantismus in Ägypten ist eine sehr kleine Minderheit und besteht zu einem großen Teil aus der Koptischen Evangelischen Kirche.
Das jährliche Wachstum der Protestanten in Ägypten betrug 1,3 %. Dies war geringer als das der Muslime ist. Die Mehrheit der Bevölkerung Ägyptens besteht aus sunnitischen Muslimen.
Eine Koptische Evangelische Organisation für Soziale Dienste existiert. Die Deutsche Evangelische Oberschule Kairo ist eine Schule in kirchlicher Trägerschaft.
Protestanten dürfen offiziell in Ägypten Kirchen bauen.
Die Religionsfreiheit von Christen wird jedoch von offizieller Seite behindert. Auf dem Weltverfolgungsindex des christlichen Hilfswerks Open Doors für 2018 befindet sich Ägypten auf dem 17. Platz unter den Ländern, in denen Christen am stärksten verfolgt werden.

## Konfessionen
- Anglikanische Kirchengemeinschaft: Episcopal / Anglican Province of Alexandria

Die 2020 gegründete Episcopal / Anglican Province of Alexandria (Diözese Ägypten), eine Anglikanische Kirche und hat mehr als 10 000 Mitglieder in Ägypten.
- Baptisten: Egyptian Baptist Convention

Die baptistische Egyptian Baptist Convention hat etwa 1000 Mitgliedern.
- Brüderbewegung mit 15 000 Mitgliedern
- Heiligungsbewegung: Kirche der Evangelikalen Kopten („Free Methodists“)

Die Kirche der Evangelikalen Kopten hat 43.000 Mitgliedern.
- Pfingstkirche:
  - Assemblies of God; 75.000 Mitglieder
  - Pentecostal Church of God; 3800 Mitglieder
  - Church of Grace; 2600 Mitglieder
  - Church of God – Anderson; 1500 Mitglieder
  - Pentecostal Holiness; 1400 Mitgliedern
  - Church of God of Prophecy; 1100 Mitglieder
- Presbyterianische Kirche bzw. Reformierte Kirche: Koptische Evangelische Kirche

Die auf die Tätigkeit presbyterianischer Missionare des 19. Jahrhunderts zurückgehende reformierte Evangelische Kirche von Ägypten ist mit etwa 300.000 Mitgliedern die mit Abstand größte protestantische Kirche in Ägypten.